# Мирис кише на Балкану (роман)
Мирис кише на Балкану је први део саге Гордане Куић, српске књижевнице. Књига је први пут објављена 1986. године и од тада је адаптирана и преточена у позоришно дело, те у телевизијске серију истог назива. Роман се састоји од 13 поглавља, од којих су нека писана на српскоm а нека на ладино језику. Роман је након објављивањa постао бестселер и примио награду Савеза јеврејских општина Југославије 1986.за роман године.

## Ток романа
Мирис кише на Балкану као први написан роман представља покретач за касније написане књиге. Писан је по сећању Горданине мајке Бланки Леви о збивањима у породици потомака Сефардских Јевреја на Балкану у Сарајеву, у периоду од 1914. до 1944. године. Кроз причу о животу јеврејске породице Салом, Гордана Куић нас упознаје са својим коренима и животу јевреја у Сарајеву током Првог и Другог светског рата. Роман и почиње симболиком убиства престолонаследника Франца Фердинанда од стране Гаврила Принципа, члана Младе Босне у Сарајеву 28.6.1914. Ауторка нас уводи у свет породице Салом, маме Естере и оца Леона и њихово седморо деце, пет кћери и два сина. Упознајемо се са животом пет изузетних девојчица Рики, Бланки, Кларе, Нине и Буке. Рођене у сиромашној породици сарајевских јевреја живот их није мазио. Од најранијег детињства научене су да поштују родитеље и породичне обавезе и вредности. Мама Естера је стуб породице, задужена за васпитање седморо деце које у вртлогу почетка Првог светског рата није нимало лако. Кроз приче маме Естере у њеном царству кухињи, деца су научила све о својим јеврејским коремнима и прецима који су прогнани из отаџбине Шпаније после дугог лутања пронашли уточиште и добродошлицу у том мултиетничком Сарајеву. Мирис кише на Балкану се базира искључиво на породицу Салом, и на све недаће и тескобе на које наилазе током Првог светског рата, кроз период између два рата, па и касније током Другог светског рата. Ово је прича о многочланој породици сефардских јевреја у Сарајеву, о пет изузетних сетара, веома посебних по својим талентима али и погледима на свет који су се у многима разликовали од традиционалне балканске културе и обичаја тог времена. Сестре Салом им нису робовале по сваку цену. Осмелиле су се да иду вођене срцем и ураде нешто што није било нимало уобичајено за сарајевску чаршију у периоду између два рата. У настојању да прикаже судбину једне јеврејске породице с нашег тла, аутор је у ствари отишао много даље: показао је да се од неминовности историје не може побећи. Мирис кише на Балкану је редак пример књижевности посвећеној Јеврејима на просторима Балкана. 

## Ликови
- Лаура звана Бука је писала стихове и била прва књижевница и феминисткиња тог времена што је било беобично за тадашње прилике.
- Нина је отворила први модистички салон што је такође било "никад виђено" у Сарајеву. Удала се за католика, што је било нечувено за једну јеврејку.
- Клара је следила сестру Нину и удала се за католика и отиснула у свет.
- Бланки је живела невенчано са Србином православне вероисповести што је била невиђена срамота у то доба.
- Најмлађа Рики је постала балерина, касније прима балерина Народног позоришта, пред сами почетак Другог светског рата.[3] [4]

## Филм и адаптације
По мотивима романа Мирис кише на Балкану снимљена је TV серија од 14 епизода у режији Љубише Самарџића. Улоге су маестрално дочарали Предраг Ејдус као отац Леон, Љиљана Благојевић као мама Естера, Мирка Васиљевић као Бланки, балерина Александра Бибић као Рики.
Серија прати судбину једне сефардске породице јевреја из Сарајева у турбулентним временима од 1914. до 1945. године, од почетка Првог до краја Другог светског рата. Серија је снимљена у продукцији РТС. Снимана је на локацијама у Београду, Панчеву, Сарајеву и Дубровнику који је списатељица неизмерно волела и где је често летовала код своје тетка Нине.
Снимљен је и филм по мотивима романа Мирис кише на Балкану (2011. године) упоредо са серијом такође у режији Љубише Самарџића.

## Балет
У родном Сарајеву, готово да се нико и не сећа прве сарајевске балерине. Ипак, Рики је заслужно добила балетску представу која је инспирисана њеним животом. Ради се о балету под називом „Мирис кише на Балкану – балет о Рики“, у кореографији и режији Славка Первана, који је премијерно изведен у Сарајеву 1992. године, а у Београду балет је одигран исте године, и то на БЕМУС-у. У улози Рики нашла се балерина Татјана Кладничкина.